# Akkád irodalom
Akkád irodalom alatt az ókori Mezopotámia területén élt népek (Asszíria, Babilónia, illetve a mai Irak) népeinek akkád nyelvű irodalmát értjük, a Kr. e. 3. évezred utolsó harmadától a Kr. e. 1. évezred végéig. A mezopotámiai sumer-akkád kétnyelvűség rányomta bélyegét az irodalomra, ezért az akkád irodalom története hol a sumer irodalommal mutat határozott rokonságot, hol pedig egyszerűen a sumer nyelvvel köti össze a sumer-akkád kétnyelvű szövegek sora.

## A kezdetek
Az akkád nyelvű irodalmi írásbeliség a sumer-akkád kétnyelvű szövegekkel kezdődik, az Agadei dinasztia uralkodóinak felirataival. E feliratok többnyire a királyok isteni elhivatottságáról és győzelmeikről szóló rövid, sablonos beszámolók. Néhány száz év múlva e feliratokból az iskolák számára gyűjteményeket állítottak össze, s ez komolyan hozzájárult ahhoz, hogy a műfaj mintáivá váltak egészen a Kr. e. 1. évezredig, az Asszír királyfeliratok megjelenéséig.

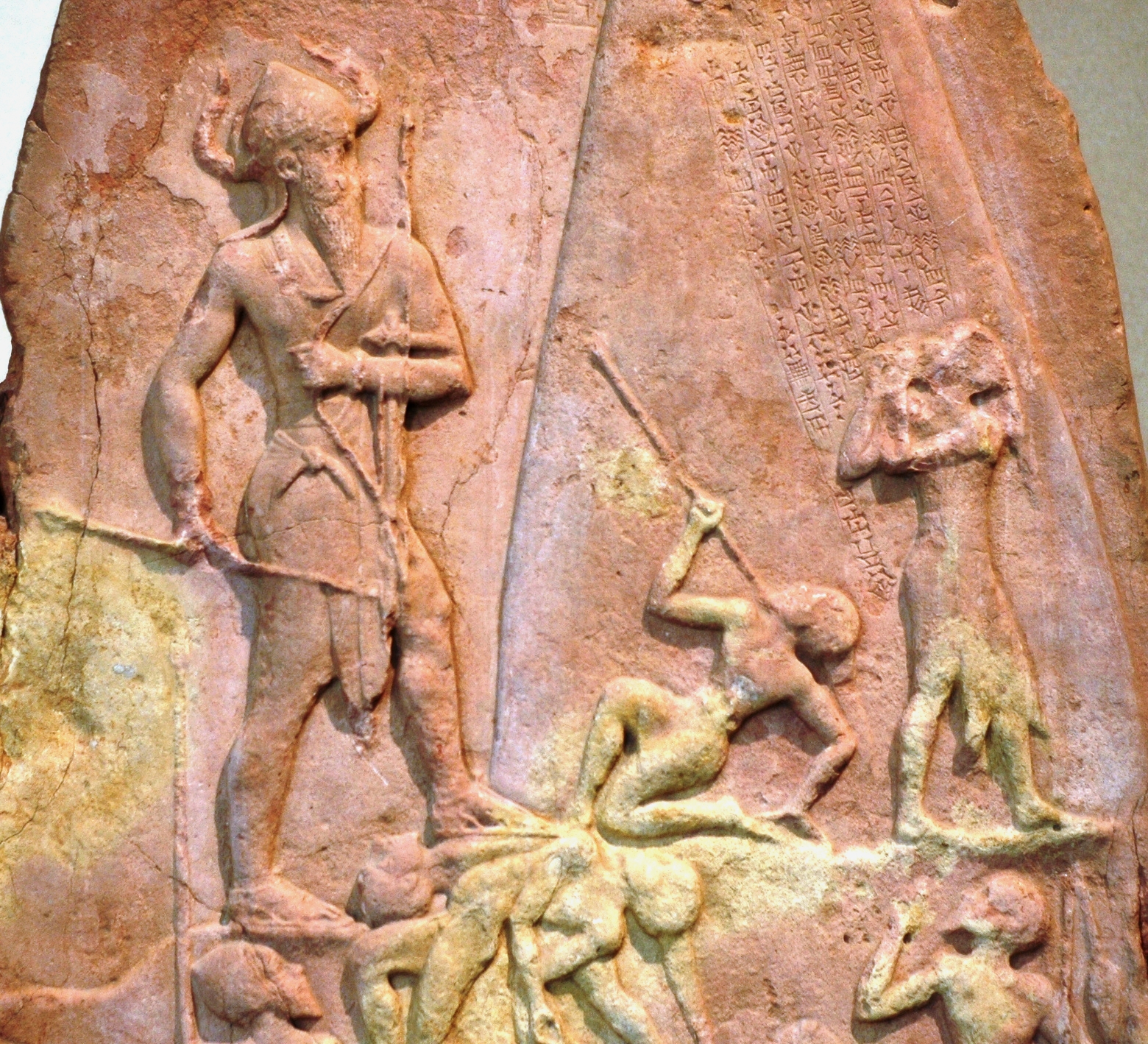
Naram-Szín Louvre-ben őrzött sztéléje

A Kr. e. 3-2. évezred fordulóján az Agadei-dinasztia két leghatalmasabb uralkodójának, Sarrukínnak és Narám-Színnek alakja köré legendák szövődtek. E legendák magja minden bizonnyal a Kr. e. 24. – 23. századok szóbeli költészete, illetve udvari irodalma lehetett, amit az is jelez, hogy formájuk többnyire fiktív királyfelirat (Sarrukín születési legendája), esetleg krónika (Sarrukín-krónika), illetve hősi eposz (Sar tamhári). E szövegek kapcsán felmerül az akkád irodalom egyik legnagyobb problémája: a századokon át állandóan másolt és megújított szövegek különböző korok szemléleteit és irodalmi formáit vitték tovább, eme újabb és újabb rétegek alatt sokszor lehetetlen az eredeti művet fellelni. Annyi bizonyos, hogy a szóbeli hősi epikát az Agade-korszak teremtette meg, e szóban hagyományozott legendák csapódtak le a később lejegyzett legendákban.

## Az első fénykor
Az akkád irodalom első fénykora a Kr. e. 18. század táján volt. Ez az időszak egybeesik a sumer irodalom kiteljesedésének és lejegyzésének korával. A korszak vezető műfaja az epika volt, az eposzok témája a hősi hagyomány, amellyel bizonyos tekintetben már a sumer költészet is foglalkozott. Ott, ahol a sumer és az akkád feldolgozás összevethető (például Gilgames-eposz, vagy a vízözön-mítosz feldolgozásai, Ziuszudra és a vízözön, illetve Atrahaszísz-eposz), az akkád költészet önállósága tűnik szembe. Az akkád eposzok közül több is tudatosan állítja az ősi városok mitikus hőseit a fellendülő városállamok ideológiájának szolgálatába (például az Adapa-eposz Eridu hősét, az Etana-eposz Kis város királyát élteti). Babilon teológus-költői a város istenének nagyobb dicsőségére átszabták a kozmogóniai mítoszokat is (Enúma elis). A mitikus tárgyú eposzok hőse - hol istenek, hol emberek alakjában - mindig a cselekvő ember. Nála csupán a sors az erősebb, de a sors az isteneket is köti (Adapa-eposz, Anzú-eposz).
Az epikus költészet alakította ki, és bizonyos tekintetben megőrizte az akkád irodalmi nyelvet, amely a Kr. e. 2. évezred táján a dél-mezopotámiai városok, elsősorban Uruk köznyelve lehetett, az idők folyamán azonban a Babilon (akkádul Báb-ili) központ köré szerveződött birodalom irodalmi nyelvévé vált. A korszak elterjedt elnevezése (óbabiloni kor, óbabiloni irodalom) pusztán erre a nyelvtörténeti tényre támaszkodik. A költői akkád nyelv később is és Asszíriában is babiloni jellegű maradt.
A Kr. e. 18. század körüli időszak legfontosabb irodalmi-dialektikai emléke Hammurapi törvényoszlopa. Az ez idő tájt keletkezett himnuszok, imák, varázsszövegek a későbbi átdolgozások rétegei alatt úgyszólván nyomtalanul eltűntek, hasonlóan a tudományos irodalom első emlékeihez. E korból a lírai költészet egyedülálló darabja a Szerelmes párbeszéd. Az iskolai (Édubba) irodalmi-gyűjtőmunkához tartozik az adamanduga műfajának néhány, később is gyakran másolt alkotása. Ezek is - az epikához hasonlóan - az embert, annak nemesebb értelemben vett céljait, érdekeit tartották szem előtt. A mezopotámiai hagyomány az akkád irodalom klasszikus periódusának az óbabiloni kort tekintette, később is gyakran nyúlt az ebben az időben keletkezett munkákhoz témáért, nyelvezetért, formáért egyaránt.

## Babilon irodalma a kassú korban
A Kr. e. 2. évezred közepén Mezopotámia államisága egy időre összeomlott, az ország két részre szakadt. Mint a politikai életben, az irodalomban is két nagy tartomány alakult ki. A dél-mezopotámiai állam, amelyet görög írók nyomán ma Babilóniának nevezünk, a Kr. e. 15. század – Kr. e. 14. század táján a kassú dinasztia uralma alatt ismét megerősödött. Ekkor vette kezdetét az irodalmi hagyomány kánonba foglalásának hosszabb időszaka. A régebbi akkád műveket átdolgozták, nyelvüket modernizálták, átdolgozták, és elvetették a nem megfelelőnek ítélt munkákat, a válogatás tehát egyfajta értékítéletet tükrözött. A megtartott műveket sorozatokba rendezték, címekkel látták el (a cím a mű első sora volt), valamint megállapították és a példányon feltüntették annak sorszámát. A munka különösen a szójegyzékekben hozott kiemelkedő eredményeket, a lexikon jellegű szójegyzékek az élet szinte minden területét feldolgozták, s enciklopédikus jelleggel készültek; egyik legismertebb közülük a Harra-hubullu. Sorozatokba foglalták a ráolvasásokat, varázsszövegeket (Maqlú, Surpu), imákat, stb. A filológiai munka a papság, a hivatásos irodalmárok („táblaírnok") egész rétegét választotta ki. Egy-egy ilyen irodalmár néha maga is költő volt (Bullutsza-rabí, Szaggil-kínam-ubbib, Kabti-iláni-Marduk), s nem is egyszer sokáig, akár századokig fennálló iskolát alapított (Szín leqí-unninní). Az irodalmi táblákon mindig feltüntették a szöveget gondozó írnok, valamint a másoló nevét. A kanonizálás felkeltette az érdeklődést a munkák egyedisége iránt is: a Kr. e. 2–1. évezred fordulóján olvashatók a táblákon az első szerzőnevek, sőt szinte azonnal a szerzőnevek fiktív katalógusa is feltűnik.
A Kr. e. 2. évezred második felében a mezopotámiai politikai-társadalmi események komoly változása okán a költészet is megváltozik, új hang bukkan fel az ekkor keletkezett versekben, a bűntudat hangja. A himnuszok átalakulnak imává (Istar-himnuszok, Samas-(Utu-) himnuszok, Szín-(Nanna-) himnuszok). Az isteni gondviselés válik főtémává, az isteni igazság és az abban való kétely önálló irodalmi formát, a hívő és kételkedő párbeszédét (Szaggil-kinam-ubbib) és a lírai monológot (Ludlul bél némeqi) hozza létre.

## Az Asszír Birodalom irodalma
Asszíria jórészt átvette, s csupán néhány helyen módosította az akkád irodalmi hagyományt. A hódításokra berendezkedő állam önálló költészetet kizárólag a hivatalos királyi ideológia szolgálatában teremtett, így a Tukulti-Ninurta-eposzt, valamint himnuszokat.
Az akkád irodalom hatása leginkább a Kr. e. 15-14. században érvényesült a környező országokban. Részben a hettita főváros felé irányult e hatás, itt az önálló hettita irodalomra különösen hatott az akkád hatás. Egyiptomban, Föníciában és Palesztinában szintén igen sok sumer-akkád irodalmi emlék került elő. Tell Amarnából, a fáraó levéltárából került elő az Adapa-eposz mellett a Nergal és Ereskigal című eposz néhány töredéke is. A Gilgames-eposz példányai szinte az egész ókori keleten elterjedtek.
A Kr. e. 1. évezred akkád irodalmának csúcsát az Asszír királyfeliratok jelentik. Ebben az időben a korábbi művek szinte mindegyike átalakul, új formát ölt, olykor egészen a sumer hagyományokig visszanyúlva (például a Gilgames-eposz 12. táblája). Több irodalmi műhely is virágzásnak indult, ezek jellemzően templomokhoz vagy királyi könyvtárakhoz (Assur-ban-apli könyvtára) kötődtek, illetve egy-egy híresebb tudós köré csoportosultak. Ebben az időben a költészet a mítosz korábbi tulajdonságaitól függetlenedve önálló alkotói tartománnyá vált (Istar alvilágjárása), s az is megesett, hogy a mítoszt csupán a politikai célzatosság burkaként használták (Erra-eposz, Kabti-iláni-Marduk).
A kor irodalmi életének egyik jellegzetessége a népi folklór alkotásainak összegyűjtése volt. Ennek köszönhetően jöttek létre az asszír közmondásgyűjtemények, sőt a gnómaköltészetből vett példák is (Utá-naistim intelmei). Feltehetőleg népmesei eredetű az e korban lejegyzett A nippuri szegény ember címen ismert munka is. A bölcseleti költészet néha erőteljes szatírába csapott át, ennek legszebb példája az Úr és szolga című költemény.

## Az Újbabiloni Birodalom irodalma
A történetírás első, még tisztán annales jellegű kezdeményei még csupán Asszíria és Babilon párhuzamos eseményeit jegyezték fel, voltaképp ezekből a feljegyzésekből állt össze a Babiloni krónika. A történeti szemlélet keveredik a jóslattal a Jóslatok az asszír királyságról című munkában. A politikai költészet tűnik fel a Babiloni Királytükör című iratban.

## Hellenisztikus kor
A Kr. e. 1. évezred derekán megszűnt Mezopotámia politikai önállósága, de a templomokban továbbra is fenn tudtak maradni az irodalmi műhelyek. Új költői mű ritkán született (Nabú-naid-gúnyirat), a régieket azonban szorgalmasan másolták és bővítették; a filológiai-lexikográfiai adatokból szinte észrevehetetlen, hogy az akkád nyelv használata egyre inkább ezekre az iskolákra korlátozódik. Az iskolákban a korábbi költői művekhez kommentárokat készítettek, szinonimaszótárakat állítottak össze, majd a legvégén a szavakat görög betűkkel is átírták. A templomokban, főképp a babiloni templomokban tanult akkád tudósok némelyike jelentős szerepet játszott a hellenisztikus világban is (Bérószosz), sokan pedig névtelenül igyekeztek a hellén világ Mezopotámia iránti érdeklődését kielégíteni. Számos legenda is forgalomba került ez időben, a görög Ninosz-, Szardanapallosz-, Szemiramisz-történetek azonban mindig tartalmaztak valamennyi eredeti magot, leginkább néphagyományt. Az írott munkák közül jelentős antik utóélete csak a „káld mágia", „káld bölcsesség" iránti érdeklődés kielégítésére alkalmas irodalomnak van (Asszír Álmoskönyv). Komolyabban foglalkozott Mezopotámia történetével Ktésziasz Knidiosz, Alexandrosz Polüisztór, Abüdénosz és Caesariai Euszebiosz. Az időszámításunkat megelőző évszázadokban az akkád írásbeliség fokozatosan a csillagászati szövegekre szűkült le, az utolsó ékiratos szöveget az 1. században írták le, s ezzel az akkád irodalom közvetlen nyoma megszakadt.